# 宋學郊
宋學郊（？—1610年代），陕西西安府華州人，明朝政治人物。

## 生平
万历二十八年（1600年）庚子科舉人，仕安平县教諭，四十四年（1616年）丙辰科进士，授中書舍人，卒祀鄉賢。子宋瓒，字印和，号蓝钟，少善属文，能诗工言语，翩翩浊世之佳公子者。为人敦大节，务实行，不苟言笑。所著有《郑社诗杂》，著文数百篇。初名鑽光，崇祯之变，痛心守制二十四月，又于己名去光，更为瓒，后以隐居而終。